# José Ubiratan Lopes
Dom Frei José Ubiratan Lopes, OFMCap (Itambacuri, 7 de setembro de 1947) é bispo emérito da Diocese de Itaguaí.

## Biografia
Filho de Antonino Lopes da Silva e Maria de Lourdes Zandim, fez o Curso Primário no Grupo Escolar Frei Gaspar de Módica e o Ensino Fundamental (da 6ª à 8ª série), estudou no Colégio Pio XII, no ano seguinte ingressou no convento dos Frades Capuchinhos, aos 18 anos, no dia 23 de fevereiro de 1966. Cursou filosofia e teologia no Instituto Franciscano, em Petrópolis, no período de 1969 a 1975. Fez o noviciado em Conceição do Mato Dentro, em Minas Gerais e a primeira profissão religiosa em 8 de fevereiro de 1974.
Recebeu a ordenação presbiterial aos 28 de dezembro de 1975, em Itambacuri, sua terra natal.
Por dez anos ocupou o cargo de mestre de noviços no Rio de Janeiro e em Teresópolis. Trabalhou na comissão de pastoral vocacional da arquidiocese do Rio de Janeiro. Em 1984 participou de um curso de espiritualidade franciscana, em Roma, promovido pela ordem. De 1987 a 1991 foi pároco na Igreja de São Sebastião do Rio de Janeiro e foi membro do conselho presbiteral.
Em 1992 foi transferido para Petrópolis, exercendo o cargo de pároco na Igreja Nossa Senhora Aparecida e diretor espiritual do seminário diocesano. Foi eleito bispo para a Diocese de Itaguaí pelo Papa João Paulo II no dia 17 de novembro de 1999.